# أليشا
أليشا (بالإنجليزية: Alisha)‏ هي ملحنة ومغنية أمريكية، ولدت في 16 أبريل 1968 في بروكلين في الولايات المتحدة.

## وصلات خارجية
- أليشا على موقع ميوزك برينز (الإنجليزية)
- أليشا على موقع أول ميوزيك (الإنجليزية)
- أليشا على موقع ديسكوغز (الإنجليزية)